# Vaterpolo Akademija Cattaro
Le Vaterpolo Akademija Cattaro (VA Cattaro) est un club monténégrin de water-polo, installé dans la ville de Kotor.

## Historique

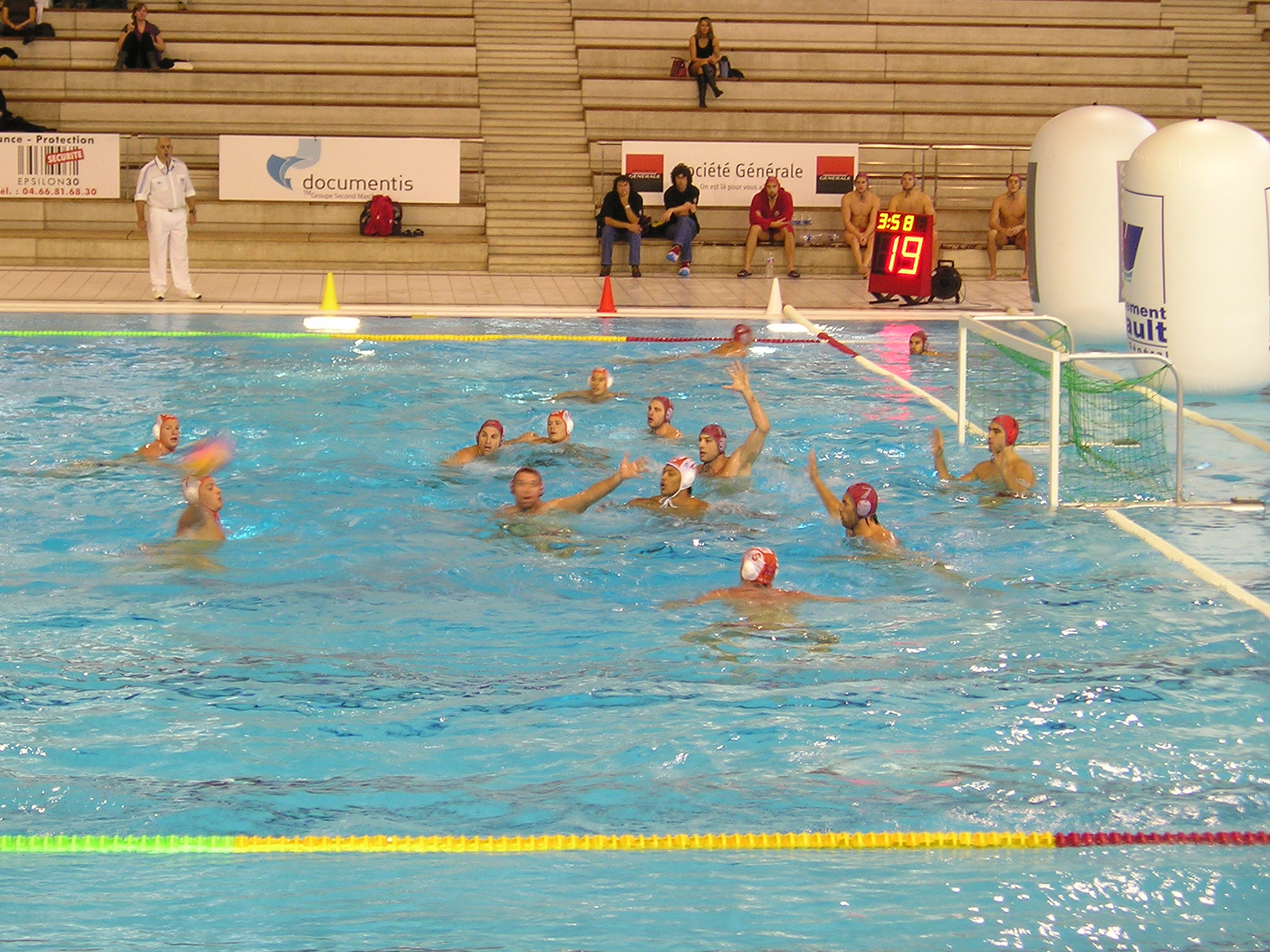
L'équipe du VA Cattaro en défense (bonnet rouge) contre le Montpellier Water-Polo (bonnet blanc) lors du premier tour du trophée LEN 2009-2010. Sur le banc, les deux entraîneurs du club : les frères Mirko et Željko Vičević.

Le club est fondé à la fin des années 2000 par des membres poloïstes de la famille Vičević.
L'équipe masculine participe à la deuxième édition de la Ligue adriatique. Pendant cette même saison 2009-2010, elle remporte le trophée de la Ligue européenne de natation, la seconde coupe d'Europe des clubs, mais en est éliminé en huitièmes de finale la saison suivante.
Le club connaît cependant des difficultés financières qui l’empêchent de participer à la Ligue adriatique 2011-2012

## Palmarès
- Trophée LEN : 2010[2].